# Список депутатів Миколаївської обласної ради V скликання
Список депутатів Миколаївської обласної ради V скликання (2006 – 2010 роки)
| #   | Прізвище, ім’я, по-батькові        | Дата народження        | Від якої партії/блоку обирався | Депутатські обов’язки |
| --- | ---------------------------------- | ---------------------- | ------------------------------ | --- |
| 1   | Автанасов Анатолій Володимирович   | 24 серпня 1950 року    | Партія регіонів                | Член постійної комісії з питань екології, охорони довколишнього середовища, природокористування та ресурсозбереження.                                                      |
| 2   | Агафонов Валерій Олексійович       | 9 серпня 1948 року     | Блок Юлії Тимошенко            | Член постійної комісії з питань промислової політики, транспорту, зв’язку та енергетики.                                                                                   |
| 3   | Афанасьєв Сергій Вадимович         | -                      | -                              | |
| 4   | Базалій Юрій Васильович            | 7 липня 1946 року      | Народна партія                 | Член постійної комісії з питань аграрної політики, земельних відносин, сільського будівництва та соціального розвитку села.                                                |
| 5   | Бабинін Віталій Іванович           | 4 жовтня 1957 року     | Соціалістична партія           | Член постійної комісії з питань екології, охорони довколишнього середовища, природокористування та ресурсозбереження.                                                      |
| 6   | Байлов Леонід Іванович             | 1 січня 1959 року      | Партія регіонів                | Член постійної комісії з питань депутатської діяльності, етики, захисту прав громадян, боротьби зі злочинністю і корупцією.                                                |
| 7   | Білоус Іван Андрійович             | 24 жовтня 1958 року    | Народна партія                 | Член постійної комісії з питань аграрної політики, земельних відносин, сільського будівництва та соціального розвитку села.                                                |
| 8   | Бугаєнко Таміла Іванівна           | 29 листопада 1948 року | Партія регіонів                | Голова постійної комісії з питань культури, науки та освіти, сім’ї та молоді, спорту.                                                                                      |
| 9   | Бузинський Павло Григорович        | 8 листопада 1952 року  | Партія регіонів                | Заступник голови постійної комісії з питань аграрної політики, земельних відносин, сільського будівництва та соціального розвитку села.                                    |
| 10  | Бутко Віктор Васильович            | 1 серпня 1966 року     | Блок Юлії Тимошенко            | Член постійної комісії з питань депутатської діяльності, етики, захисту прав громадян, боротьби зі злочинністю і корупцією. Керівник фракції БЮТ.                          |
| 11  | Бялик Микола Іванович              | 24 травня 1952 року    | Народна партія                 | Член постійної комісії з питань планування, бюджету, фінансів та інвестицій.                                                                                               |
| 12  | Відяпін Віктор Олександрович       | 17 серпня 1946 року    | Партія регіонів                | Голова постійної комісії з питань соціального захисту, охорони здоров’я, материнства, дитинства та розвитку зон відпочинку.                                                |
| 13  | Власов Павло Євгенович             | 3 січня 1949 року      | Соціалістична партія           | Член постійної комісії з питань екології, охорони довколишнього середовища, природокористування та ресурсозбереження.                                                      |
| 14  | Гаркуша Олексій Миколайович        | 16 лютого 1952 року    | Народна партія                 | Член постійної комісії з питань роботи з громадськими об’єднаннями, засобами масової інформації та зв’язків з органами місцевого самоврядування.                           |
| 15  | Гладун Василь Андрійович           | 19 жовтня 1964 року    | Партія регіонів                | Член постійної комісії з питань культури, науки та освіти, сім’ї та молоді, спорту.                                                                                        |
| 16  | Гололобов Сергій Володимирович     | 22 липня 1970 року     | Партія регіонів                | Член постійної комісії з питань планування, бюджету, фінансів та інвестицій.                                                                                               |
| 17  | Гонзар Олександр Іванович          | 2 лютого 1943 року     | Блок Юлії Тимошенко            | Член постійної комісії з питань промислової політики, транспорту, зв’язку та енергетики.                                                                                   |
| 18  | Грабовський Степан Степанович      | 23 серпня 1939 року    | Блок Наталії Вітренко          | Член постійної комісії з питань культури, науки та освіти, сім’ї та молоді, спорту.                                                                                        |
| 19  | Данильчук Денис Анатолійович       | 17 липня 1984 року     | Партія регіонів                | Член постійної комісії з питань екології, охорони довколишнього середовища, природокористування та ресурсозбереження.                                                      |
| 20  | Демченко Тетяна Василівна          | 21 грудня 1958 року    | Партія регіонів                | Голова обласної ради. |
| 21  | Дем'яненко Тамара Петрівна         | 22 січня 1957 року     | Народний Союз «Наша Україна»   | Член постійної комісії з питань житлово-комунального господарства, будівництва, приватизації і власності.                                                                  |
| 22  | Дергунов Сергій Володимирович      | 17 листопада 1953 року | Блок Юлії Тимошенко            | Голова постійної комісії з питань депутатської діяльності, етики, захисту прав громадян, боротьби зі злочинністю і корупцією.                                              |
| 23  | Дзарданов Микола Сергійович        | 27 травня 1953 року    | Комуністична партія            | Секретар постійної комісії з питань планування, бюджету, фінансів та інвестицій. Керівник фракції КПУ.                                                                     |
| 24  | Дирдін Євген Михайлович            | 5 липня 1950 року      | Народна партія                 | Заступник голови постійної комісії з питань підприємництва, підтримки малого і середнього бізнесу, торгово-побутового обслуговування населення та захисту прав споживачів. |
| 25  | Дурачевська Наталія Анатоліївна    | 6 листопада 1971 року  | Блок Юлії Тимошенко            | Член постійної комісії з питань підприємництва, підтримки малого і середнього бізнесу, торгово-побутового обслуговування населення та захисту прав споживачів.             |
| 26  | Долина Володимир Петрович          | 12 лютого 1955 року    | Партія регіонів                | Член постійної комісії з питань соціального захисту, охорони здоров’я, материнства, дитинства та розвитку зон відпочинку.                                                  |
| 27  | Дятлов Ігор Сергійович             | 12 вересня 1981 року   | Партія регіонів                | Член постійної комісії з питань житлово-комунального господарства, будівництва, приватизації і власності. Керівник фракції ПР.                                             |
| 28  | Єремець Сергій Михайлович          | 12 травня 1952 року    | Партія зелених                 | Член постійної комісії з питань планування, бюджету, фінансів та інвестицій. Керівник фракції ПЗУ.                                                                         |
| 29  | Женжеруха Олександр Жоржевич       | 21 листопада 1955 року | Партія зелених                 | Член постійної комісії з питань промислової політики, транспорту, зв’язку та енергетики.                                                                                   |
| 30  | Жук Микола Васильович              | 26 листопада 1979 року | Партія регіонів                | Член постійної комісії з питань культури, науки та освіти, сім’ї та молоді, спорту.                                                                                        |
| 31  | Зубко Олександр Михайлович         | 17 травня 1963 року    | Партія регіонів                | Голова постійної комісії з питань житлово-комунального господарства, будівництва, приватизації і власності.                                                                |
| 32  | Іванова Олена Олександрівна        | -                      | -                              | |
| 33  | Іванюк Василь Володимирович        | 23 листопада 1973 року | Блок Юлії Тимошенко            | Член постійної комісії з питань промислової політики, транспорту, зв’язку та енергетики.                                                                                   |
| 34  | Індиков Ярослав Володимирович      | 16 травня 1966 року    | Блок Юлії Тимошенко            | Член постійної комісії з питань культури, науки та освіти, сім’ї та молоді, спорту.                                                                                        |
| 35  | Казарін Олександр Олексійович      | 26 лютого 1959 року    | Народна партія                 | Член постійної комісії з питань аграрної політики, земельних відносин, сільського будівництва та соціального розвитку села.                                                |
| 36  | Камінський Петро Васильович        | 16 лютого 1956 року    | Партія регіонів                | Член постійної комісії з питань житлово-комунального господарства, будівництва, приватизації і власності.                                                                  |
| 37  | Капітанець Володимир Григорович    | 2 липня 1941 року      | Партія регіонів                | Секретар постійної комісії з питань соціального захисту, охорони здоров’я, материнства, дитинства та розвитку зон відпочинку.                                              |
| 38  | Клочко Володимир Іванович          | 13 березня 1960 року   | Партія зелених                 | Член постійної комісії з питань екології, охорони довколишнього середовища, природокористування та ресурсозбереження.                                                      |
| 39  | Ключник Володимир Іванович         | 13 січня 1941 року     | Народна партія                 | Голова постійної комісії з питань аграрної політики, земельних відносин, сільського будівництва та соціального розвитку села.                                              |
| 40  | Кобилянська Любов Вікторівна       | 15 травня 1949 року    | Блок Наталії Вітренко          | Секретар постійної комісії з питань роботи з громадськими об’єднаннями, засобами масової інформації та зв’язків з органами місцевого самоврядування.                       |
| 41  | Пєтух Віталій Вікторович           | 7 жовтня 1967 року     | Партія регіонів                | Член постійної комісії з питань аграрної політики, земельних відносин, сільського будівництва та соціального розвитку села.                                                |
| 42  | Козоріз Олексій Іванович           | 26 березня 1936 року   | Блок Наталії Вітренко          | Член постійної комісії з питань промислової політики, транспорту, зв’язку та енергетики.                                                                                   |
| 43  | Колесов Андрій Адольфович          | 12 серпня 1972 року    | Блок Юлії Тимошенко            | Член постійної комісії з питань екології, охорони довколишнього середовища, природокористування та ресурсозбереження.                                                      |
| 44  | Кормишкін Юрій Анатолійович        | 6 квітня 1980 року     | Партія регіонів                | Член постійної комісії з питань аграрної політики, земельних відносин, сільського будівництва та соціального розвитку села.                                                |
| 45  | Корчевський Сергій Миколайович     | 18 серпня 1960 року    | Партія регіонів                | Член постійної комісії з питань роботи з громадськими об’єднаннями, засобами масової інформації та зв’язків з органами місцевого самоврядування.                           |
| 46  | Кравченко Анатолій Миколайович     | 18 травня 1949 року    | Партія регіонів                | Член постійної комісії з питань соціального захисту, охорони здоров’я, материнства, дитинства та розвитку зон відпочинку.                                                  |
| 47  | Кравченко Сергій Іванович          | 17 лютого 1954 року    | Блок Юлії Тимошенко            | Член постійної комісії з питань аграрної політики, земельних відносин, сільського будівництва та соціального розвитку села.                                                |
| 48  | Кравчук Сергій Іванович            | 14 березня 1961 року   | Партія регіонів                | Член постійної комісії з питань житлово-комунального господарства, будівництва, приватизації і власності.                                                                  |
| 49  | Колодезя Олександр Олександрович   | 7 червня 1961 року     | Партія регіонів                | Заступник голови постійної комісії з питань житлово-комунального господарства, будівництва, приватизації і власності.                                                      |
| 50  | Лаврик Гаррій Анатолійович         | 1 грудня 1965 року     | Блок Юлії Тимошенко            | Член постійної комісії з питань соціального захисту, охорони здоров’я, материнства, дитинства та розвитку зон відпочинку.                                                  |
| 51  | Лавриненко Сергій Вікторович       | 14 травня 1961 року    | Народний Союз «Наша Україна»   | Член постійної комісії з питань аграрної політики, земельних відносин, сільського будівництва та соціального розвитку села.                                                |
| 52  | Лагодієнко Віктор Володимирович    | 4 липня 1955 року      | Партія регіонів                | Секретар постійної комісії з питань аграрної політики, земельних відносин, сільського будівництва та соціального розвитку села.                                            |
| 53  | Лабас Ілля Іванович                | 13 червня 1953 року    | Блок Наталії Вітренко          | Член постійної комісії з питань культури, науки та освіти, сім’ї та молоді, спорту.                                                                                        |
| 54  | Лапшин Олександр Іванович          | 28 серпня 1955 року    | Партія регіонів                | Секретар постійної комісії з питань промислової політики, транспорту, зв’язку та енергетики.                                                                               |
| 55  | Ларін Юрій Володимирович           | 24 квітня 1972 року    | Блок Юлії Тимошенко            | Член постійної комісії з питань планування, бюджету, фінансів та інвестицій.                                                                                               |
| 56  | Лівик Олександр Петрович           | 30 червня 1970 року    | Партія регіонів                | Член постійної комісії з питань підприємництва, підтримки малого і середнього бізнесу, торгово-побутового обслуговування населення та захисту прав споживачів.             |
| 57  | Машкін Микола Григорович           | 26 травня 1960 року    | Партія регіонів                | Голова постійної комісії з питань роботи з громадськими об’єднаннями, засобами масової інформації та зв’язків з органами місцевого самоврядування.                         |
| 58  | Мезник Олександр Миколайович       | 21 червня 1959 року    | Соціалістична партія           | Голова постійної комісії з питань підприємництва, підтримки малого і середнього бізнесу, торгово-побутового обслуговування населення та захисту прав споживачів.           |
| 59  | Мельниченко Валерій Володимирович  | 7 березня 1951 року    | Народна партія                 | Член постійної комісії з питань культури, науки та освіти, сім’ї та молоді, спорту.                                                                                        |
| 60  | Меснянко Валерій Олексійович       | 16 травня 1946 року    | Партія регіонів                | Заступник голови постійної комісії з питань депутатської діяльності, етики, захисту прав громадян, боротьби зі злочинністю і корупцією.                                    |
| 61  | Михней Михайло Тимофійович         | 22 березня 1956 року   | Блок Юлії Тимошенко            | Член постійної комісії з питань промислової політики, транспорту, зв’язку та енергетики.                                                                                   |
| 62  | Могилевська Алла Сергіївна         | 9 жовтня 1941 року     | Комуністична партія            | Член постійної комісії з питань культури, науки та освіти, сем’ї та молоді, спорту.                                                                                        |
| 63  | Молдавська Маріанна Вікторівна     | 24 березня 1969 року   | Соціалістична партія           | Член постійної комісії з питань житлово-комунального господарства, будівництва, приватизації і власності.                                                                  |
| 64  | Морозова Ольга Михайлівна          | 24 липня 1950 року     | Партія регіонів                | Секретар постійної комісії з питань депутатської діяльності, етики, захисту прав громадян, боротьби зі злочинністю і корупцією.                                            |
| 65  | Нагорний Оександр Іванович         | 24 травня 1959 року    | Партія регіонів                | Член постійної комісії з питань екології, охорони довколишнього середовища, природокористування та ресурсозбереження.                                                      |
| 66  | Ніколенко Анатолій Анатолійович    | 22 жовтня 1958 року    | Блок Юлії Тимошенко            | Заступник голови постійної комісії з питань екології, охорони довколишнього середовища, природокористування та ресурсозбереження.                                          |
| 67  | Ніруллін Минула Ахатович           | -                      | -                              | |
| 68  | Новицький Віталій В’ячеславович    | 10 травня 1965 року    | Блок Юлії Тимошенко            | Член постійної комісії з питань планування, бюджету, фінансів та інвестицій.                                                                                               |
| 69  | Овдієнко Ігор Миколайович          | 21 жовтня 1937 року    | Комуністична партія            | Заступник голови постійної комісії з питань промислової політики, транспорту, зв’язку та енергетики.                                                                       |
| 70  | Омельченко Олена Олексіївна        | 2 серпня 1944 року     | Партія регіонів                | Заступник голови постійної комісії з питань соціального захисту, охорони здоров’я, материнства, дитинства та розвитку зон відпочинку.                                      |
| 71  | Павлова Ганна Володимирівна        | 17 квітня 1958 року    | Блок Наталії Вітренко          | Член постійної комісії з питань екології, охорони довколишнього середовища, природокористування та ресурсозбереження.                                                      |
| 72  | Паламарюк Петро Миколайович        | 23 червня 1965 року    | Партія регіонів                | Секретар постійної комісії з питань екології, охорони довколишнього середовища, природокористування та ресурсозбереження.                                                  |
| 73  | Барський Сергій Сергійович         | 16 липня 1960 року     | Партія регіонів                | Член постійної комісії з питань депутатської діяльності, етики, захисту прав громадян, боротьби зі злочинністю і корупцією.                                                |
| 74  | Пантелейчук Юрій Сергійович        | 28 лютого 1962 року    | Блок Наталії Вітренко          | Член постійної комісії з питань депутатської діяльності, етики, захисту прав громадян, боротьби зі злочинністю і корупцією.                                                |
| 75  | Пащенко Володимир Валентинович     | 8 липня 1961 року      | Партія регіонів                | Заступник голови обласної ради. |
| 76  | Підгородинський Микола Олексійович | 28 липня 1949 року     | Соціалістична партія           | Член постійної комісії з питань аграрної політики, земельних відносин, сільського будівництва та соціального розвитку села. Керівник фракції СПУ.                          |
| 77  | Погорєлов Володимир Григорович     | 3 березня 1941 року    | Народна партія                 | Член постійної комісії з питань планування, бюджету, фінансів та інвестицій.                                                                                               |
| 78  | Прусенко Олександр Станіславович   | 18 лютого 1956 року    | Блок Наталії Вітренко          | Член постійної комісії з питань аграрної політики, земельних відносин, сільського будівництва та соціального розвитку села.                                                |
| 79  | Пучков Сергій Євгенович            | 22 квітня 1977 року    | Комуністична партія            | Член постійної комісії з питань культури, науки та освіти, сім’ї та молоді, спорту.                                                                                        |
| 80  | Ревазов Сергій Махарбекович        | 18 лютого 1964 року    | Партія регіонів                | Член постійної комісії з питань культури, науки та освіти, сім’ї та молоді, спорту.                                                                                        |
| 81  | Рехтета Микола Ананійович          | 21 лютого 1957 року    | Блок Юлії Тимошенко            | Член постійної комісії з питань депутатської діяльності, етики, захисту прав громадян, боротьби зі злочинністю і корупцією.                                                |
| 82  | Рижков Сергій Сергійович           | 22 червня 1958 року    | Партія зелених                 | Голова постійної комісії з питань екології, охорони довколишнього середовища, природокористування та ресурсозбереження.                                                    |
| 83  | Романчук Микола Павлович           | 18 квітня 1958 року    | Народний Союз «Наша Україна»   | Член постійної комісії з питань промислової політики, транспорту, зв’язку та енергетики.                                                                                   |
| 84  | Рукоманов В’ячеслав Михайлович     | 25 липня 1951 року     | Партія регіонів                | Секретар постійної комісії з питань підприємництва, підтримки малого і середнього бізнесу, торгово-побутового обслуговування населення та захисту прав споживачів.         |
| 85  | Рябченко Микола Володимирович      | 12 травня 1943 року    | Партія регіонів                | Член постійної комісії з питань екології, охорони довколишнього середовища, природокористування та ресурсозбереження.                                                      |
| 86  | Садиков Олександр Валерійович      | 12 вересня 1964 року   | Народний Союз «Наша Україна»   | Член постійної комісії з питань планування, бюджету, фінансів та інвестицій. Керівник фракції НСНУ.                                                                        |
| 87  | Саржан Микола Іванович             | 17 липня 1953 року     | Партія регіонів                | Член постійної комісії з питань підприємництва, підтримки малого і середнього бізнесу, торгово-побутового обслуговування населення та захисту прав споживачів.             |
| 88  | Сейтхалілов Енвер Синаверович      | 31 серпня 1962 року    | Партія регіонів                | Член постійної комісії з питань промислової політики, транспорту, зв’язку та енергетики.                                                                                   |
| 89  | Семенков Анатолій Володимирович    | 16 листопада 1960 року | Партія регіонів                | Секретар постійної комісії з питань культури, науки та освіти, сім’ї та молоді, спорту.                                                                                    |
| 90  | Симоненко Олена Іванівна           | 1 січня 1946 року      | Комуністична партія            | Заступник голови обласної ради. |
| 91  | Скорий Микола Вікторович           | 14 липня 1961 року     | Комуністична партія            | Член постійної комісії з питань культури, науки та освіти, сім’ї та молоді, спорту.                                                                                        |
| 92  | Смирнов Олександр Миколайович      | 6 червня 1956 року     | Партія регіонів                | Голова постійної комісії з питань планування, бюджету, фінансів та інвестицій.                                                                                             |
| 93  | Соловйов Олег Миколайович          | 25 вересня 1953 року   | Партія регіонів                | Член постійної комісії з питань підприємництва, підтримки малого і середнього бізнесу, торгово-побутового обслуговування населення та захисту прав споживачів.             |
| 94  | Стегній Богдан Станіславович       | 23 березня 1971 року   | Партія регіонів                | Член постійної комісії з питань планування, бюджету, фінансів та інвестицій.                                                                                               |
| 95  | Ташлик Григорій Володимирович      | 28 жовтня 1952 року    | Партія регіонів                | Член постійної комісії з питань житлово-комунального господарства, будівництва, приватизації і власності.                                                                  |
| 96  | Тонканцов Олександр Георгійович    | 7 листопада 1959 року  | Партія регіонів                | Член постійної комісії з питань депутатської діяльності, етики, захисту прав громадян, боротьби зі злочинністю і корупцією.                                                |
| 97  | Травянко Віталій Іванович          | 22 липня 1958 року     | Народна партія                 | Член постійної комісії з питань екології, охорони довколишнього середовища, природокористування та ресурсозбереження. Голова фракції Народної партії.                      |
| 98  | Транський Сергій Леонідович        | 16 травня 1969 року    | Партія регіонів                | Член постійної комісії з питань планування, бюджету, фінансів та інвестицій.                                                                                               |
| 99  | Трухін Олександр Іванович          | 9 листопада 1958 року  | Блок Наталії Вітренко          | Член постійної комісії з питань роботи з громадськими об’єднаннями, засобами масової інформації та зв’язків з органами місцевого самоврядування.                           |
| 100 | Туманик Андрій Анатолійович        | 13 липня 1961 року     | Народний Союз «Наша Україна»   | Член постійної комісії з питань планування, бюджету, фінансів та інвестицій.                                                                                               |
| 101 | Уманець Віктор Євтихійович         | 20 листопада 1940 року | Блок Наталії Вітренко          | Член постійної комісії з питань житлово-комунального господарства, будівництва, приватизації і власності.                                                                  |
| 102 | Усачов Олександр Володимирович     | 20 січня 1955 року     | Блок Юлії Тимошенко            | Член постійної комісії з питань житлово-комунального господарства, будівництва, приватизації і власності.                                                                  |
| 103 | Усенко Олександр Антонович         | 4 вересня 1938 року    | Комуністична партія            | Член постійної комісії з питань промислової політики, транспорту, зв’язку та енергетики.                                                                                   |
| 104 | Фабрикова Тетяна Миколаївна        | 25 грудня 1958 року    | Блок Юлії Тимошенко            | Заступник голови постійної комісії з питань роботи з громадськими об’єднаннями, засобами масової інформації та зв’язків з органами місцевого самоврядування.               |
| 105 | Федорова Світлана Едуардівна       | 20 лютого 1959 року    | Блок Наталії Вітренко          | Секретар постійної комісії з питань житлово-комунального господарства, будівництва, приватизації і власності.                                                              |
| 106 | Форостяний Петро Якович            | 5 липня 1952 року      | Соціалістична партія           | Член постійної комісії з питань промислової політики, транспорту, зв’язку та енергетики.                                                                                   |
| 107 | Фролов Віктор Веніаминович         | 4 травня 1951 року     | Партія регіонів                | Член постійної комісії з питань роботи з громадськими об’єднаннями, засобами масової інформації та зв’язків з органами місцевого самоврядування.                           |
| 108 | Фролова Лариса Олегівна            | 2 травня 1959 року     | Блок Наталії Вітренко          | Член постійної комісії з питань підприємництва, підтримки малого і середнього бізнесу, торгово-побутового обслуговування населення та захисту прав споживачів.             |
| 109 | Фукс Володимир Павлович            | 6 липня 1929 року      | Партія регіонів                | Голова постійної комісії з питань промислової політики, транспорту, зв’язку та енергетики.                                                                                 |
| 110 | Чередниченко Олександр Васильович  | 2 липня 1948 року      | Партія регіонів                | Член постійної комісії з питань аграрної політики, земельних відносин, сільського будівництва та соціального розвитку села.                                                |
| 111 | Черненко Маргарита Валеріївна      | 29 березня 1968 року   | Блок Юлії Тимошенко            | Заступник голови постійної комісії з питань культури, науки та освіти, сім’ї та молоді, спорту.                                                                            |
| 112 | Чернишова Наталія Олегівна         | 21 січня 1960 року     | Партія зелених                 | Член постійної комісії з питань аграрної політики, земельних відносин, сільського будівництва та соціального розвитку села.                                                |
| 113 | Шабільянов Олександр Володимирович | 10 квітня 1955 року    | Народна партія                 | Член постійної комісії з питань соціального захисту, охорони здоров’я, материнства, дитинства та розвитку зон відпочинку.                                                  |
| 114 | Шаманов Сергій Дмитрович           | 16 жовтня 1956 року    | Партія регіонів                | Член постійної комісії з питань планування, бюджету, фінансів та інвестицій.                                                                                               |
| 115 | Шеслер Лариса Віленівна            | 14 жовтня 1956 року    | Блок Наталії Вітренко          | Заступник голови постійної комісії з питань планування, бюджету, фінансів та інвестицій. Керівник фракції «Блоку Вітренко».                                                |
| 116 | Шмакова Тетяна Олександрівна       | 21 серпня 1946 року    | Блок Наталії Вітренко          | Член постійної комісії з питань соціального захисту, охорони здоров’я, материнства, дитинства та розвитку зон відпочинку.                                                  |
| 117 | Юдов Олександр Миколайович         | 8 січня 1961 року      | Партія регіонів                | Член постійної комісії з питань підприємництва, підтримки малого і середнього бізнесу, торгово-побутового обслуговування населення та захисту прав споживачів.             |
| 118 | Яцевілов Віктор Федорович          | 1 листопада 1950 року  | Партія регіонів                | Член постійної комісії з питань промислової політики, транспорту, зв’язку та енергетики.                                                                                   |